# کلیفورد بری
کلیفورد بری (انگلیسی: Clifford Berry؛ زاده ۱۹ آوریل ۱۹۱۸ - درگذشته ۳۰ اکتبر ۱۹۶۳) یک دانشمند اهل ایالات متحده آمریکا که به جان وینسنت آتاناسف کمک کرد تا اولین رایانه الکترونیکی دیجیتال به نام رایانه آتاناسف-برری (ABC) را در سال ۱۹۳۹ بسازد.